# Jeremy Trueblood
Jeremy Tyler Trueblood (Indianapolis, 10 maggio 1983) è un giocatore di football americano statunitense che gioca nel ruolo di offensive tackle per i Washington Redskins della National Football League (NFL). Fu scelto nel corso del secondo giro (59º assoluto) del Draft NFL 2006 dai Tampa Bay Buccaneers. All'università ha giocato a football al Boston College.

## Carriera professionistica

### Tampa Bay Buccaneers
Truebloof fu scelto nel corso del secondo giro del draft NFL 2006 dai Tampa Bay Buccaneers. Rimase con essi fino al 2012 disputando 101 partite, di cui 84 come titolare.

### Washington Redskins
Il 14 marzo 2013, Trueblood firmò con i Washington Redskins.

## Vittorie e premi
Nessuno

## Statistiche
| Partite totali      | 101 |
| Partite da titolare | 84  |

Statistiche aggiornate alla stagione 2012